# Platysenta baalba
Platysenta baalba är en fjärilsart som beskrevs av William Schaus 1921. Platysenta baalba ingår i släktet Platysenta och familjen nattflyn. Inga underarter finns listade i Catalogue of Life.